# Hüttenberg (Austria)
Hüttenberg es una localidad del distrito de Sankt Veit an der Glan, en el estado de Carintia, Austria, con una población estimada a principio del año 2018 de 1414 habitantes. 
Se encuentra ubicada al norte del estado, cerca de la frontera con el estado de Estiria.